# Јужноморавски регион (1960—2020)
Јужноморавски регион био је један од седам чешких региона који је функционисао у периоду од 1960 до 2020. године, према Закону о територијалној подели државе. Основан је 11. априла 1960. године Седиште региона био је законом прописани град Брно. Регион се простирао на површини од преко 15.026 km² и имао је преко два милиона становника (2019). Такође је обухватио територију истоимене више територијалне самоуправне јединице основане 2000. године, која се првобитно звала Брно . Првобитна Јужноморавски регион престао је да постоји 1. јануара 2021. ступањем на снагу новог Закона о територијалној административној подели Републике Чехословачке.

## Основне информације
Регија је дефинисана територијом девет округа:
1. Округ Бланско - седиште Бланско,
2. Округ Брецлав - седиште Брецлав,
3. Округ Брно-град - седиште Брно,
4. Округ Брно-околина - седиште Брно,
5. Округ Вишков - седиште Вишков,
6. Округ Знојмо - седиште Знојмо,
7. Округ Ходоњин - седиште Ходоњин.
8. Округ Злин - седиште Злин (до 17. јуна 1990, Готвалдски округ),
9. Округ Ждјар на Сазави - седиште Ждјар на Сазави,

Окрузи Бланско, Брно-град, Брно-околина, Брецлав, Холоњин, Вишков и Знојмо чине територију самоуправне Јужноморавске области, окрузи Кромериж, Ухерске Храдиште и Злин (заједно са округом Всетин, која је територијално припадала Северно-Моравској регији ) чини територију самоуправне регије Злин . Округ Јихлава, Округ Требич и Округ Ждјар на Сазави припадају самоуправној регији Височина . Округ Простејов, заједно са четири округа која су првобитно припадала Северноморавској регији, постали су део територије самоуправне регије Оломоуц.

## Историјат управне поделе
Подела на крајеве постојала је у чешким земљама још у средњем веку. У новије доба региони су успостављени одмах по осамостаљењу Чехословачке 1919. године и ова управна подела државе се задржала до после Другог светског рата.
После пада комунизма и стварања независне Чешке Републике указала се потреба за успостављањем више нових управних јединица. Тада је земља поново подељена на крајеве. Занимљиво је и то да је истоветно и Словачка Република тада подељена на крајеве.
Према старијој подели, из 1960. године (још из времена Чехословачке, која је обухватала и Словачку Републику), на подручју данашње Чешке Републике образовано је 7 административних региона (плус осми, који чини главни град Праг):
|                            |                   |               |
| 7 административних региона |                   | седиште краја |
|                            |                   |               |
| Средњочешки регион         | Праг              |               |
| Јужночешки регион          | Чешке Будјејовице |               |
| Западночешки регион        | Плзењ             |               |
| Северночешки регион        | Усти на Лаби      |               |
| Источночешки регион        | Храдец Кралове    |               |
| Јужноморавски регион       | Брно              |               |
| Северноморавски регион     | Острава           |               |
|                            |                   |               |

Њихов број и величина су се неколико пута мењали током друге половине 20. и с почетка 21. века.

## Развој
Првобитно је Јужнморавска област била и административна јединица, која је такође имала своје изабрано тело - регионални национални комитет, који је 1990. године укинут кад и остали регионални национални комитети. Њихове надлежности су пренете на државне и окружне власти. Уставни закон бр. 347/1997, о стварању виших територијалних самоуправних јединица и Закон бр. 129/2000, о регионима, створили су услова за оснивање самоуправних региони на које су надлежности пренете са укинутих окружних власти и са државног нивоа.
На територији Јужноморавског региона успостављени су самоуправни
- Јужноморавски регион,
- део регије Злин,
- део регије Оломоуц,
- део регије Височина.

До укидања, првобитна Јужноморавског региона остале су само јединица територијалне поделе.
Поштански бројеви места у:
- Главном делу Јужноморавског региона почињу бројем 6,
- Окрузима Јихлава и Ждар на Сазави додељени су Источночешкој регији под бројем 5,
- окрузи Злин, Кромериж и Простејов бројем 7 у Северноморавском региону .

Бројеви ЧСАД транспортних постројења у Јужноморавском региону започињу бројем 6.
| Површина              | Површина             |
| --------------------- | -------------------- |
| Седиште региона       | Брно                 |
| Историјска земља      | Моравска Бохемија    |
| Географске координате | 49°16′ С, 16° 36′ И  |
| Датум оснивања        | 11. април 1960.      |
| Датум трансфорамције  | 1. јануар 2021.      |
| Основне информације   |                      |
| Површина              | 15.026 km²           |
| Популација            | 2.078.159 (2019)     |
| Густина насељености   | 138,3 становника/км2 |
| Број округа           | 14                   |

## Географија
У односу на друге чехословачке регије, Јужноморавска регија граничила се са Јужночешком регијом на западу, Источночешком регијом на северозападу, Северно Моравском регијом на североистоку, Централном Словачком регијом на истоку и Западно Словачком регијом на западу југоисток . На југозападу се граничило са аустријском савезном државом Доња Аустрија .
Граница према јужночешкој и источночешкој регији грубо је копирала стару чешко - моравску копнену границу, али на местима са значајним разликама (првобитно је регија Моравских Дачица остала изван јужноморавске регије, напротив у области Јихлава или Ждар над Сазавоу граница је премештена у Чешку). Примарни разлог за овакву поделу био је ефикасна административна поделу, без обзира на вековну историјску границу. Тада је граница са Северноморавском регијом била потпуно вештачки одређена и потпуно је занемарена природна регија Средња Морава са центром у Оломоуцу .
Јужноморавски регион био је прилично нижи у Чехословачкој и сврставаан је државну житницу, јер су велики део њеног простора испуњавале плодне долине.
Северозападни део регије покривало је Чешко-моравско горје, северни део је био Моравски крас . Од југа ка истоку водила је зона Спољашњих западних Карпата ( Павловске врцхи, Жданицкы лес, Цхриби ).
Границу са Словачком дефинисале су реке Морава и Бели Карпати - на њој су се налазиле најнижа и највиша тачка региона (ушће Даје и Моравска 148 м Велка Јаворина 970 м.н.в. ).
Са хидролошког становишта, Јужноморавски регион је готово у потпуности припадао сливу реке Мораве, која је текла источним делом региона. Већи део региона је је директно одводњавао Дије са притокама Свратка, Јихлава, Јевишовка, Кијовка и други. Источни део регије припадало је сливу реке Вах кроз Влару . Северозападну границу региона (Ждарско) одводњавала је Сазава, као једини део региона на Северном, а не Црноморском сливу .
Природни центар и убедљиво највећи град Јужноморавске регије био је Брно, смештен отприлике у средини територије. Секундарни центри били су Јихлава на западном крају и Злин (раније Готвалдов) на источном крају, Знојмо на југозападу и Простејов на североистоку .

### Градови
Већи градови на подручју овог регион су:
- Брно - 371.000 становника
- Знојмо - 35.000 становника
- Ходоњин - 26.000 становника
- Брецлав - 24.000 становника
- Вишков - 22.000 становника
- Бланско - 21.000 становника
- Кијов - 12.000 становника
- Весели на Морави - 12.000 становника
- Босковице - 12.000 становника
- Куржим - 11.000 становника

## Списак крајева од 2000.
Према новијој подели, из 2000. године Чешка Република је подељена на 13 крајева и један главни град (чеш. hlavní město).
| Ред | Назив краја          | Чешки назив          | Број ст. 2004. год. | Површина у км² | Густина нас. | Главни град       |
| --- | -------------------- | -------------------- | ------------------- | -------------- | ------------ | ----------------- |
| 1.  | Град град Праг       | Hlavní město Praha   | 1.170.571           | 2.360          | 496          | Праг              |
| 2.  | Средњочешки крај     | Středočeský kraj     | 1.144.071           | 11.015         | 104          | Праг              |
| 3.  | Јужночешки крај      | Jihočeský kraj       | 625.712             | 10.057         | 62           | Чешке Будјејовице |
| 4.  | Плзењски крај        | Plzeňský kraj        | 549.618             | 7.561          | 73           | Плзењ             |
| 5.  | Карловарски крај     | Karlovarský kraj     | 304.588             | 3.315          | 92           | Карлове Вари      |
| 6.  | Устечки крај         | Ústecký kraj         | 822.133             | 5.335          | 154          | Усти на Лаби      |
| 7.  | Либеречки крај       | Liberecký kraj       | 427.563             | 3.163          | 135          | Либерец           |
| 8.  | Краловехрадечки крај | Královéhradecký kraj | 547.296             | 4.758          | 115          | Храдец Кралове    |
| 9.  | Пардубички крај      | Pardubický kraj      | 505.285             | 4.519          | 112          | Пардубице         |
| 10. | Крај Височина        | Kraj Vysočina        | 517.153             | 6.926          | 75           | Јихлава           |
| 11. | Оломоуцки крај       | Olomoucký kraj       | 635.126             | 5.159          | 123          | Оломоуц           |
| 12. | Моравскошлески крај  | Moravskoslezský kraj | 1.257.554           | 5.535          | 227          | Острава           |
| 13. | Јужноморавски крај   | Jihomoravský kraj    | 1.123.201           | 7.067          | 159          | Брно              |
| 14. | Злински крај         | Zlínský kraj         | 590.706             | 3.964          | 149          | Злин              |